# Perdus dans l'espace (film)
Pour les articles homonymes, voir Perdus dans l'espace.
Pour plus de détails, voir Fiche technique et Distribution.
Perdus dans l'espace (Lost In Space) est un film américain réalisé par Stephen Hopkins et sorti en 1998. Il s'agit d'une adaptation de la série télévisée du même nom diffusée dès 1965 et elle-même en partie basée sur le roman Le Robinson suisse de Johann David Wyss.
Le film reçoit des critiques négatives dans la presse. Il récolte cependant plus de 130 millions de dollars dans le monde, un résultat peu satisfaisant en raison des frais engagés.

## Synopsis
En 2058, l'Humanité est proche de sa fin par manque de ressources et en raison de la pollution et la destruction de la couche d'ozone. Les gouvernements se sont réunis au sein de la Force Spatiale Globale Unie afin de lancer la colonisation spatiale. Le professeur John Robinson a été désigné pour mener à bien une mission pour procéder à la construction d'une porte hyperspatiale à proximité de la planète Alpha Prime afin de lancer la colonisation de celle-ci et sauver l'humanité. Le professeur embarque toute sa famille dans cette aventure : sa femme Maureen, leur fille ainée Judy (elle aussi scientifique), leur fille adolescente rebelle Penny et enfin le jeune Will. Ce dernier est un petit génie, malgré le peu d'intérêt porté par son père, focalisé sur sa mission. La famille Robinson est accompagnée dans cette mission par le major Don West, qui va piloter le vaisseau Jupiter 2.
Un groupe insurrectionnel terroriste, nommé Sédition Globale, veut faire échouer cette mission. Le Dr Smith est ainsi envoyé. Il réussit à pénétrer dans le vaisseau avant son départ et à saboter le robot responsable de la sécurité de la famille. Ce sabotage conduit le vaisseau à s'écarter de sa trajectoire et à foncer droit sur le Soleil. En ultime recours, l'équipage provoque un saut non contrôlé en hyperespace et se retrouve dans un espace et un temps inconnus, le saut ayant propulsé Jupiter 2 dans le futur et dans un système stellaire totalement inconnu et extrêmement dangereux.

## Fiche technique
Sauf indication contraire, les informations mentionnées dans cette section peuvent être confirmées par la base de données cinématographiques IMDb,  présente dans la section « Liens externes ».
- Titre français : Perdus dans l'espace
- Titre original : Lost in Space
- Réalisation : Stephen Hopkins
- Scénario : Akiva Goldsman, d'après la série Perdus dans l'espace créée par Irwin Allen
- Musique : Bruce Broughton
- Photographie : Peter Levy
- Montage : Ray Lovejoy
- Effets spéciaux : John Stephenson
- Production : Carla Fry, Akiva Goldsman, Stephen Hopkins & Mark W. Koch
- Sociétés de production : New Line Cinema, Irwin Allen Productions et Prelude Pictures ; en association avec Saltire Entertainment
- Distribution : New Line Cinema, Metropolitan Filmexport, Alliance Vivafilm et Alliance Vidéo
- Budget : 80 000 000 $[1]
- Pays de production :  États-Unis
- Langue originale : anglais
- Format : Couleurs - 2,35:1 - DTS / SDDS - 35 mm
- Genre : science-fiction, robinsonnade
- Durée : 130 minutes
- Dates de sortie : 
  - États-Unis : 3 avril 1998
  - France : 9 décembre 1998

## Distribution
- William Hurt (VF : Féodor Atkine ; VQ : Jean-Marie Moncelet) : Pr John Robinson
- Mimi Rogers (VF : Tania Torrens ; VQ : Hélène Mondoux) : Dr Maureen Robinson
- Matt LeBlanc (VF : Maurice Decoster ; VQ : Pierre Auger) : le major Don West
- Gary Oldman (VF : Michel Papineschi ; VQ : Mario Desmarais) : Dr Zachary Smith
- Jack Johnson (VQ : Nicolas Pensa) : Will Robinson
- Heather Graham (VF : Marine Jolivet ; VQ : Lisette Dufour) : Dr Judy Robinson
- Lacey Chabert (VF : Natacha Muller ; (VQ : Geneviève Angers) : Penny Robinson
- Jared Harris (VF : Jean-François Vlérick ; VQ : Denis Michaud) : Will Robinson, adulte
- Edward Fox (VF : Denis Boileau) : l'homme d'affaires
- Mark Goddard (en) (VQ : Yvon Thiboutot) : le général Goddard
- Lennie James (VQ : Éric Gaudry) : le major Jeb Walker
- Marta Kristen : une journaliste
- June Lockhart (VQ : Brigitte Brodin) : la principale Cartwright
- Angela Cartwright : le journaliste #2
- John Sharian : Noah Freeman
- Dick Tufeld : Robot (voix)

## Production

### Genèse et développement
Le film est une adaptation de la série télévisée américaine Perdus dans l'espace diffusée pour la première fois de 1965 à 1968 (83 épisodes sur 3 saisons, Lost in space en anglais). Cette série des années 1960 est elle-même inspirée en partie du film Planète interdite de 1956.

### Attribution des rôles
Les acteurs Mark Goddard (le général), June Lockhart (principale Cartwright), Angela Cartwright et Marta Kristen (les deux journalistes) ne sont autres que des acteurs de la série télévisée de 1965, où ils interprétaient respectivement les rôles du major Don West (Mark Goddard), Maureen Robinson (June Lockhart), de Penny Robinson (Angela Cartwright) et de Judy Robinson (Marta Kristen). Les acteurs Jonathan Harris (le docteur) et Bill Mumy (Will Robinson) n'ont pas participé au film, pas plus que Guy Williams, mort 9 ans plus tôt.

### Tournage
Le tournage a lieu en Angleterre de mars à août 1997. Il se déroule notamment à Londres et aux studios de Shepperton.

### Musique

#### Original Motion Picture Soundtrack
| 1.  | Lost in Space – Theme      | Apollo 440                   | 3:27 |
| 2.  | I'm Here... Another Planet | Juno Reactor / The Creatures | 4:21 |
| 3.  | Busy Child                 | The Crystal Method           | 7:27 |
| 4.  | Bang On                    | Propellerheads               | 5:47 |
| 5.  | Everybody Needs a 303      | Fatboy Slim                  | 5:49 |
| 6.  | Will & Penny's Theme       | Apollo 440                   | 3:22 |
| 7.  | Song for Penny             | Death in Vegas               | 5:35 |
| 8.  | Lost in Space              | Space                        | 3:30 |
| 9.  | Main Title                 | Bruce Broughton              | 1:03 |
| 10. | Reprogram the Robot        | Bruce Broughton              | 2:17 |
| 11. | The Launch                 | Bruce Broughton              | 4:14 |
| 12. | The Robot Attack           | Bruce Broughton              | 2:54 |
| 13. | The Proteus                | Bruce Broughton              | 2:26 |
| 14. | Spiders Attack             | Bruce Broughton              | 2:26 |
| 15. | Jupiter Crashes            | Bruce Broughton              | 1:17 |
| 16. | Spider Smith               | Bruce Broughton              | 2:42 |
| 17. | Kill the Monster           | Bruce Broughton              | 3:54 |
| 18. | The Portal                 | Bruce Broughton              | 2:46 |
| 19. | Thru the Planet            | Bruce Broughton              | 2:42 |

#### Original Motion Picture Score
| 1.  | Prologue               | 0:57  |
| 2.  | Preparing for Space    | 2:31  |
| 3.  | The Launch             | 6:22  |
| 4.  | Robot Attack           | 3:21  |
| 5.  | Into the Sun           | 6:21  |
| 6.  | Spiders                | 10:22 |
| 7.  | A New World            | 1:25  |
| 8.  | Guiding Stars          | 1:37  |
| 9.  | The Time Bubbles       | 2:21  |
| 10. | Smith's Plan           | 1:21  |
| 11. | Will and Smith Explore | 2:00  |
| 12. | Will's Time Machine    | 4:24  |
| 13. | Spider Smith           | 2:39  |
| 14. | Facing the Monster     | 8:46  |
| 15. | Attempted Escape       | 1:26  |
| 16. | The Time Portal        | 2:42  |
| 17. | Through the Planet     | 2:31  |
| 18. | Back to Hyperspace     | 1:38  |
| 19. | Fanfare for Will       | 0:27  |
| 20. | Lost in Space          | 3:24  |

| 1.  | Prologue                                                | 0:58 |
| 2.  | Main Title/Major Mayhem                                 | 4:07 |
| 3.  | Hologram Gags/You'll Do (Alternate)                     | 1:05 |
| 4.  | Meet Dr. Smith                                          | 1:40 |
| 5.  | Dog Tags, No. 1                                         | 0:38 |
| 6.  | Reprogram The Robot/The Launch                          | 6:25 |
| 7.  | Bad Dream/The Robot Attack                              | 3:22 |
| 8.  | Where's Judy?/Judy Is Dying (Remix)                     | 6:23 |
| 9.  | Can't Kill The Man (Revised)                            | 0:49 |
| 10. | We're Lost                                              | 0:23 |
| 11. | The Proteus (Alternate)                                 | 2:23 |
| 12. | Boarding The Proteus, Pt. 1/Boarding The Proteus, Pt. 2 | 7:01 |
| 13. | Spiders And Static/Spiders Attack (Revised)             | 7:54 |
| 14. | Jupiter Crash                                           | 1:11 |
| 15. | A Strange New Place/Spider Scratch                      | 1:29 |
| 16. | Matt And Judy                                           | 1:40 |
| 17. | Goodnights                                              | 0:38 |
| 18. | Energy Bubbles/Dog Tags, No. 2/John And West Set Out    | 2:23 |
| 19. | Will's Walk/Smith Persuades Will                        | 1:56 |
| 20. | Will And Smith Set Out                                  | 1:59 |
| 21. | Decades Old/I'm Your Son (Revised)/Time Machine         | 4:27 |

| 1.  | Never Trust Anyone/Smith Interrupts/Spider Smith      | 3:01 |
| 2.  | Friendship/We Have A Plan/Kill The Monster (Revised)  | 8:46 |
| 3.  | Let's Go Major (Original)                             | 1:26 |
| 4.  | The Portal (Revised Alternate)                        | 2:44 |
| 5.  | Through The Planet (Revised Alternate)                | 2:28 |
| 6.  | Nice Work Fly Boy (Revised)                           | 1:36 |
| 7.  | Fanfare For Will                                      | 0:27 |
| 8.  | Lost In Space                                         | 3:26 |
| 9.  | Hologram Gags/You'll Do (Original)                    | 1:04 |
| 10. | Can't Kill The Man (Original)                         | 0:49 |
| 11. | The Proteus (Original)                                | 2:24 |
| 12. | Spiders And Static/Spiders Attack (Original)          | 7:54 |
| 13. | Decades Old/I'm Your Son (Original)/Time Machine      | 4:32 |
| 14. | Friendship/We Have A Plan/Kill The Monster (Original) | 8:50 |
| 15. | Let's Go Major (Alternate)                            | 1:24 |
| 16. | The Portal (Original)                                 | 2:42 |
| 17. | The Portal (Revised)                                  | 2:43 |
| 18. | Through The Planet (Original)                         | 3:13 |
| 19. | Through The Planet (Revised)                          | 2:41 |
| 20. | Nice Work Fly Boy (Original)                          | 1:48 |

## Sortie et accueil

### Critique
Le film reçoit des critiques globalement négatives. Sur l'agrégateur américain Rotten Tomatoes, il récolte 28% d'opinions favorables pour 83 critiques et une note moyenne de 4,9⁄10. Le consensus suivant résume les critiques compilées par le site : « Maladroitement réalisé et manquant de la plupart du charme “campeur” de la série télévisée, Perdus dans l'espace vit malheureusement jusqu'à son titre ». Sur Metacritic, il obtient une note moyenne de 42⁄100 pour 19 critiques.
Le célèbre critique américain Roger Ebert lui donne la note de 1,5/4 et le décrit comme un « shoot 'em up stupide ». Wade Major de BoxOffice le note 1/5 et écrit notamment « l'adaptation la plus stupide et la moins imaginative d'une série télévisée jamais traduite à l'écran ». James Berardinelli est quant à lui légèrement plus positif avec une note de 2/4. Il apprécie le design du film mais pointe du doigt un « scénario sinueux et des protagonistes sans vie ».
En France, le film obtient une note moyenne de 2,8⁄5 sur le site AlloCiné, qui recense 6 titres de presse.

### Box-office
Le film récolte 136 millions de dollars dans le monde. Ce résultat est jugé décevant en raison du budget de production du film (80 millions) sans compter le budget de la campagne marketing. Aux États-Unis, le film avait cependant bien débuté pour son week-end d'ouverture avec 20 154 919 $. Il est alors numéro un au box-office américain, mettant fin à quinze semaines de suprématie de Titanic à la première place. Perdus dans l'espace est sorti dans le pays dans un nombre record de salles : 3 306.
| Pays ou région    | Box-office      | Date d'arrêt du box-office | Nombre de semaines |
| ----------------- | --------------- | -------------------------- | ------------------ |
| États-Unis Canada | 69 117 629 $    | 7 mai 1998                 | 5                  |
| France            | 757 717 entrées |                            | -                  |
| Total mondial     | 136 159 423 $   | -                          | -                  |

## Distinctions
- Nomination aux prix des meilleurs costumes (Vin Burnham, Robert Bell et Gilly Hebden), meilleur maquillage (Peter Robb-King), meilleur jeune acteur (Jack Johnson), meilleur film de science-fiction, meilleurs effets spéciaux (Angus Bickerton) et meilleur acteur dans un second rôle (Gary Oldman) lors des Saturn Awards 1999[12].
- Nomination au prix du plus mauvais remake lors des Razzie Awards 1999.